# Just Because!
Just Because! (ジャストビコーズ！?, Jasuto Bikōzu!) è una serie televisiva anime prodotta da Pine Jam, trasmessa in Giappone dal 5 ottobre al 28 dicembre 2017. La storia segue le vicende di un gruppo di liceali prossimi al diploma, la cui vita è sconvolta dall'arrivo di un nuovo studente.

## Personaggi
Eita Izumi (泉 瑛太?, Izumi Eita)
Doppiato da: Aoi Ichikawa
Haruto Sōma (相馬 陽斗?, Sōma Haruto)
Doppiato da: Taishi Murata
Mio Natsume (夏目 美緒?, Natsume Mio)
Doppiata da: Karin Isobe
Hazuki Morikawa (森川 葉月?, Morikawa Hazuki)
Doppiata da: Yuna Yoshino
Ena Komiya (小宮 惠那?, Komiya Ena)
Doppiata da: Lynn

## Produzione
Annunciato inizialmente come pesce d'aprile nel 2017 sotto il titolo di April 1st The Animation, il progetto anime originale è stato poi confermato il 28 aprile dello stesso anno sul Megami Magazine di Gakken. La serie, prodotta da Pine Jam e diretta da Atsushi Kobayashi, è andata in onda dal 5 ottobre al 28 dicembre 2017. Le sigle di apertura e chiusura sono rispettivamente Over and Over di Nagi Yanagi e Behind di Karin Isobe, Yuna Yoshino e Lynn. In Italia gli episodi sono stati trasmessi in streaming in simulcast da Dynit su VVVVID, mentre in altre parti del mondo i diritti sono stati acquistati da Sentai Filmworks.

### Episodi
| Nº | Titolo originale   | In onda          | In onda |
| Nº | Titolo originale   | Giapponese       |         |
| 1  | On Your Marks!     | 5 ottobre 2017   |         |
| 2  | Question           | 12 ottobre 2017  |         |
| 3  | Andante            | 19 ottobre 2017  |         |
| 4  | Full Swing         | 26 ottobre 2017  |         |
| 5  | Rolling Stones     | 2 novembre 2017  |         |
| 6  | Restart            | 9 novembre 2017  |         |
| 7  | Snow Day           | 23 novembre 2017 |         |
| 8  | High Dynamic Range | 30 novembre 2017 |         |
| 9  | Answer             | 7 dicembre 2017  |         |
| 10 | Childhood's End    | 14 dicembre 2017 |         |
| 11 | Roundabout         | 21 dicembre 2017 |         |
| 12 | Get Set, Go!       | 28 dicembre 2017 |         |